# Bairdia longevaginata
Bairdia longevaginata är en kräftdjursart. Bairdia longevaginata ingår i släktet Bairdia och familjen Bairdiidae. Inga underarter finns listade.